# François Antoine Louis Bourcier
Pour les articles homonymes, voir Bourcier.
François Antoine Louis Bourcier, né le 21 février 1760 à La Petite-Pierre en Alsace et mort le 8 mai 1828 à Ville-au-Val dans la Meurthe, est un général français de la Révolution et de l’Empire. 
Officier de cavalerie au moment où éclate la Révolution française, il est promu au grade de général de division en 1794 et combat en Allemagne, en Suisse et à Naples, essentiellement comme inspecteur général de cavalerie. Durant les guerres napoléoniennes, il participe aux campagnes sur le Danube contre l'Autriche et la Russie, notamment aux batailles d'Elchingen et d'Austerlitz. Il sert également pendant la campagne de Prusse, où il supervise la remonte de la cavalerie française, puis séjourne brièvement dans la péninsule Ibérique avant de prendre part à la campagne de Russie en 1812. 
Après la défaite de Napoléon en 1815, la Seconde Restauration lui conserve ses titres et ses honneurs. Élu à la Chambre des députés, Bourcier n'occupe plus que des fonctions secondaires jusqu'à sa mort en 1828.

## Biographie

### Du simple cavalier au général de division
François Antoine Louis Bourcier naît le 21 février 1760 à La Petite-Pierre, près de Phalsbourg, dans le district du Bas-Rhin. Fils de Jean-François Bourcier, ancien brigadier des gardes du corps du roi Stanislas Leszczyński devenu officier dans un corps d'invalides à Strasbourg, et de Marie-Françoise Garanger, il est éduqué au collège des jésuites à Nancy et reçoit une assez bonne instruction. Il entre comme dragon à la Légion royale le 2 mars 1772, avant d'être transféré au régiment des chasseurs de Picardie. Il y est successivement promu brigadier le 15 janvier 1780, fourrier le 20 janvier 1784, adjudant le 24 septembre de la même année, sous-lieutenant le 26 mars 1788 et enfin quartier-maître le 10 septembre 1789.
Sous la Révolution française, Bourcier est nommé aide de camp du duc d’Aiguillon le 7 juin 1792 et passe le 25 février 1793 à l'état-major du général Custine. Selon Robert et Cougny, sa nomination comme aide de camp auprès du duc d'Aiguillon intervient le 9 juin 1792 et son transfert auprès de Custine la même année. Il participe au siège de Mayence puis devient adjudant-général chef de bataillon le 8 mars 1793. Devenu général de brigade le 20 octobre 1793 (confirmé le 13 avril de l'année suivante), il est nommé deux jours plus tard chef d'état-major de l'armée du Rhin et élevé au grade de général de division le 18 avril 1794. Il est toutefois suspendu de ces fonctions le 9 juillet par les représentants du peuple à l'armée du Rhin et arrêté le 9 août ; relâché le même jour, il est finalement réintégré dans ses fonctions le 10 août et confirmé dans son grade de général de division le 13 juin 1795. Employé à l'armée de Rhin-et-Moselle, il en commande la 3e division à partir du 23 octobre puis est transféré à celui de la 5e le 31 mai 1796.  
Chargé le 30 juin de la conduite de la réserve de cavalerie sous les ordres du général Moreau, Bourcier se distingue à Rastatt le 5 juillet, au combat d'Ingolstadt et au siège de Kehl en novembre 1796. Nommé inspecteur général de la cavalerie de l'armée de Rhin-et-Moselle le 3 août 1797, il fait la campagne de Suisse avec les armées de Mayence et d'Helvétie en septembre 1798. Il sert également à Naples où il commande une colonne de cavalerie qui taille en pièces les insurgés qui se sont rassemblés à Andria. Passé à l'armée du Rhin, il est inspecteur général de l'aile droite de la cavalerie de décembre 1799 à 1800, puis de toute la cavalerie de cette armée de 1800 à 1802. Le 27 décembre de cette année, en récompense de ses services, il est fait conseiller d’État et membre du conseil d’administration de la Guerre par le Premier consul. Il commande par la suite la cavalerie légère du camp de Saint-Omer à partir du 13 décembre 1803 et est fait grand officier de la Légion d'honneur le 14 juin 1804.

### Au service de l'Empire

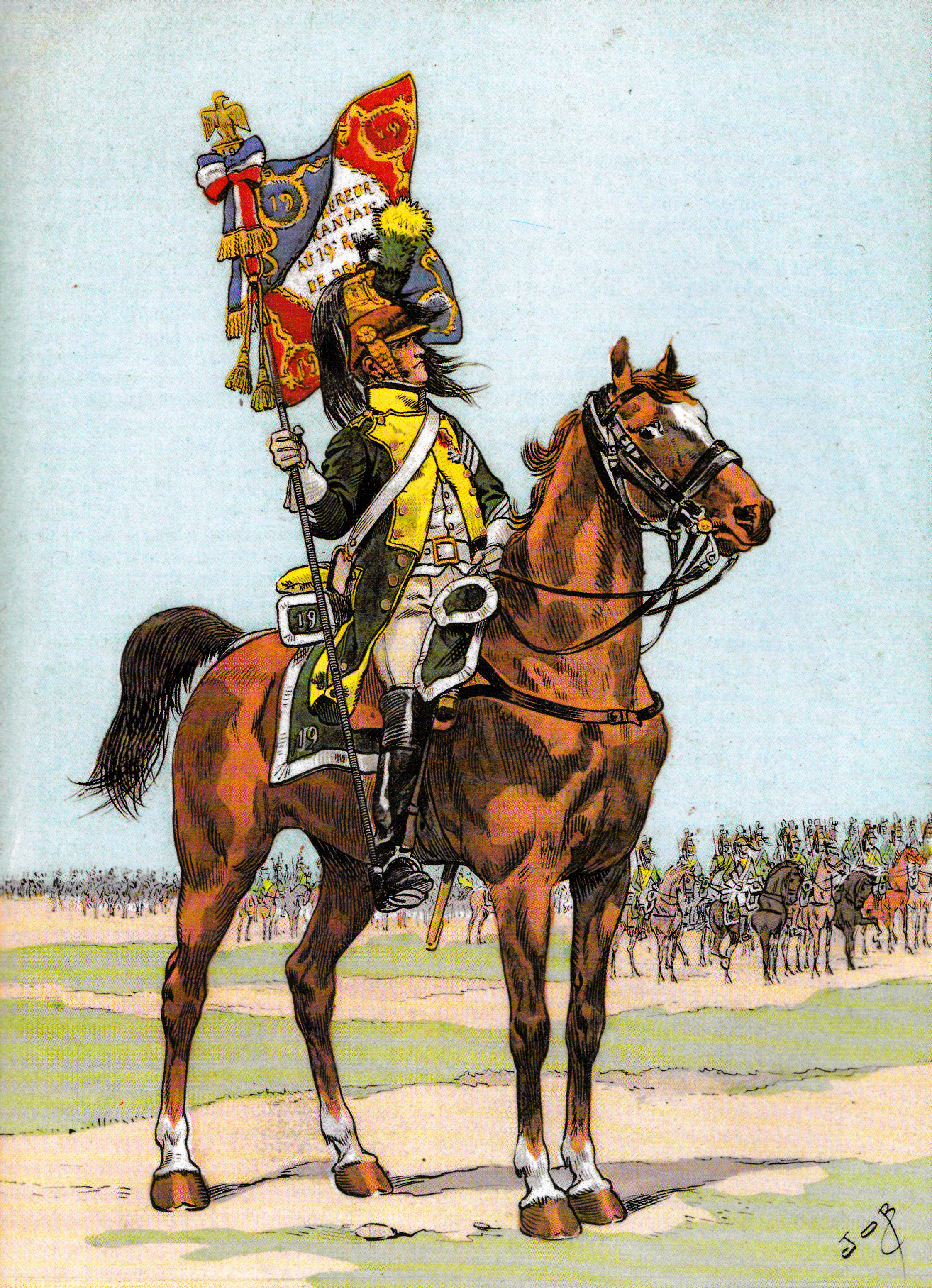
Maréchal des logis-chef porte-aigle du en 1805, par Job. Le régiment est à la division Bourcier pendant la campagne de 1805.

Le 26 août 1805, Bourcier est nommé commandant de la 4e division de dragons de la Grande Armée. Cette dernière, forte de dix-huit escadrons pour un total de 2 520 cavaliers, aligne trois brigades sous les généraux Laplanche, Sahuc et Collin de Verdière et fait partie de la réserve de cavalerie du maréchal Murat. Au début de la campagne de 1805, la division Bourcier est placée sous les ordres du maréchal Ney et est dirigée le 11 octobre du côté de Guntzbourg afin de marcher en direction d'Ulm. De son côté, la brigade Sahuc (15e et 17e dragons) accompagne la division d'infanterie du général Dupont et participe à ce titre à la bataille de Haslach-Jungingen, où elle essuie des pertes sévères face à la cavalerie autrichienne. Bourcier se distingue à nouveau le 14 octobre à la bataille d'Elchingen, en renforçant les troupes du maréchal Ney. Alors que ses dragons harcèlent l'infanterie autrichienne en retraite, cinq escadrons de cuirassiers autrichiens contre-attaquent et bousculent les cavaliers français, mais ils sont arrêtés par un feu de mousqueterie puis encerclés et taillés en pièce par un retour offensif des dragons de Bourcier. Ceux-ci se joignent ensuite à la poursuite des ennemis vaincus et enfoncent un régiment d'infanterie formé en carré. 
Après la capitulation de la principale armée autrichienne à Ulm, la 4e division de dragons est affectée à la surveillance des lignes de communication. Cependant, le 28 novembre, alors qu'un affrontement de grande ampleur avec les Austro-Russes se précise, Bourcier reçoit l'ordre de rallier le gros des forces françaises avec sa division. Arrivée le 1er décembre à l'abbaye de Raygern avec la division Friant, sa cavalerie débouche sur le champ de bataille d'Austerlitz à 9 h du matin. À ce moment, l'infanterie française vient d'être expulsée du village de Telnitz par un assaut vigoureux des troupes coalisées. Bourcier s'avance alors avec trois régiments de dragons, laissant en retrait le reste de sa division pour garder ses lignes de communication à Raygern. Voyant l'infanterie maltraitée par la cavalerie autrichienne, il mène ses hommes à la charge. Ses dragons sont accueillis par des décharges de mitrailles qui tuent ou blessent plusieurs cavaliers avec leurs chevaux, mais selon les propres mots du général « le feu des canons russes nous aurait fait plus de mal s'il avait été mieux dirigé ». Cette attaque repousse brièvement les assaillants et donne le temps à l'infanterie française de se reformer. 

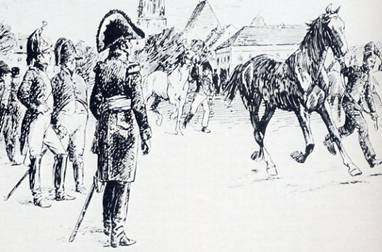
Des chevaux passant leur examen de passage devant le général Bourcier.

Bourcier, rappelé à Paris le 16 mai 1806, doit remettre le commandement de sa division au général Sahuc le 11 juillet. Il revient toutefois à l'armée le 29 septembre suivant et assiste à la bataille d'Iéna. Après la prise de Berlin, il est nommé inspecteur général de la cavalerie de la Grande Armée le 28 octobre, assurant en outre la direction du dépôt de cavalerie de Potsdam et de la division de dragons à pied. Il s'attelle notamment à transformer cette dernière en une formation de cavalerie adéquate. À partir de 1808, les honneurs se multiplient : bénéficiaire d'une rente annuelle de 25 000 francs sur la Westphalie et d'une autre du même montant sur le Hanovre le 10 mars, il est fait comte de l'Empire le 29 juin de la même année. Le 27 novembre, il prend le commandement des dépôts de cavalerie de l'armée d'Espagne. Il est ensuite rappelé en Europe centrale pour prendre la tête de ceux de l'armée d'Allemagne le 25 avril 1809 et celui de Passau au mois de mai, fonction qu'il conserve jusqu'en novembre. À la même période, il acquiert le château de Ville-au-Val, en Meurthe-et-Moselle, ainsi que les terres avoisinantes qui lui rapportent un total de 18 000 francs et lui permettent de constituer un majorat de 50 000 francs. Il repart en janvier 1810 pour Bayonne où il commande une nouvelle fois le dépôt de cavalerie de l'armée d'Espagne, mais cet emploi ne dure pas car il le quitte dès le 24 février pour siéger au Conseil d'État. Il est finalement mis en disponibilité le 31 août. 
Il reprend du service le 12 janvier 1812 en étant chargé de commander le dépôt de cavalerie de Hanovre. Pendant la retraite de Russie, il se trouve à Vilna et traverse la Bérézina aux côtés de l'Empereur. Le 17 décembre suivant, il dirige le dépôt de cavalerie de Königsberg, puis ceux de Hanovre et de Brunswick en janvier 1813. Il est alors chargé de réorganiser à Berlin toute la cavalerie française. Il est placé à la tête des dépôts de Magdebourg le 19 mars 1813 ; bloqué par le siège de cette ville, il ne rentre en France qu'en juillet 1814. La Première Restauration lui octroie le 19 de ce mois la croix de chevalier de l'ordre de Saint-Louis et l'inspection générale du 8e arrondissement de cavalerie le 1er janvier 1815. Lors des Cent-Jours, le général Bourcier est nommé le 12 avril à la tête du dépôt des remontes de Versailles, où il remplace le général Préval : à ce titre, il est chargé de sélectionner des destriers pour l'armée française. Napoléon, qui doit absolument recueillir des montures en quantité suffisante pour sa cavalerie, est déçu par le travail de l'officier français qui rejette de nombreux chevaux car il suit des critères de sélection relativement stricts.

### Sous la Restauration
Il est mis à la retraite le 4 septembre 1815, ce qui ne l'empêche pas d'être élu à la Chambre des députés le 4 octobre 1816 par le département de la Meurthe ; il siège alors au centre et vote avec la majorité. Rappelé au conseil d'État en 1817, il est employé à partir du 21 mai en qualité de commissaire du roi près la régie générale des subsistances militaires. Le collège électoral, qui n'a pas renouvelé son mandat en 1820, le réélit le 10 octobre 1821 et il conserve cette position jusqu'au 25 février 1824. Il devient parallèlement conseiller d'État honoraire en 1821. 
Il meurt le 8 mai 1828 à Ville-au-Val et est inhumé dans la chapelle du château. Ses biens sont transmis à sa fille unique, la comtesse de Frégeville. Selon Bégin, Bourcier « était plutôt administrateur que stratégiste ». L'historien Henry Houssaye critique sévèrement sa prestation de 1815 à la tête du dépôt de Versailles, le décrivant comme « formaliste, esclave des règlements, s'arrêtant à des vétilles ». Le colonel américain John Elting, tout en reconnaissant le caractère « perfectionniste » de Bourcier, voit cependant en lui « un cavalier émérite, énergique, efficace et infatigable, réputé pour sa très bonne connaissance du service de la cavalerie en général mais redouté à juste titre pour sa froideur et ses paroles acerbes ». Un autre historien, Fernand Beaucour, dit de lui qu'il est un homme intègre et aimable ayant largement contribué à la bonne tenue de la cavalerie française sous l'Empire. Le nom de Bourcier figure sur le côté Est de l'arc de triomphe de l'Étoile à Paris.

### Vie familiale
Le 27 juillet 1799, il épouse à Hoorn, en Hollande, Marie Élisabeth de Oldennel, né le 19 novembre 1779 dans cette même ville. Selon une autre source, le mariage s'est déroulé à Pont-à-Mousson. De leur union naît le 11 octobre 1805 Ernestine Adélaïde Joséphine qui se marie le 6 février 1828, en l'église Saint-Martin de Pont-à-Mousson avec Louis Hortensius Henry, né le 17 mai 1803, fils de Charles Louis Joseph de Gau de Frégeville.

## Décorations
- Officier par décret du 10 vendémiaire an XII (3 octobre 1803)
- Grand officier de la Légion d'honneur par décret impérial du 25 prairial an XII (14 juin 1804)
- Chevalier de Saint-Louis par ordonnance du 19 juillet 1814.

## Titres
- Comte de l'Empire par lettres patentes du 29 juin 1808.

## Hommage, honneurs, mentions…

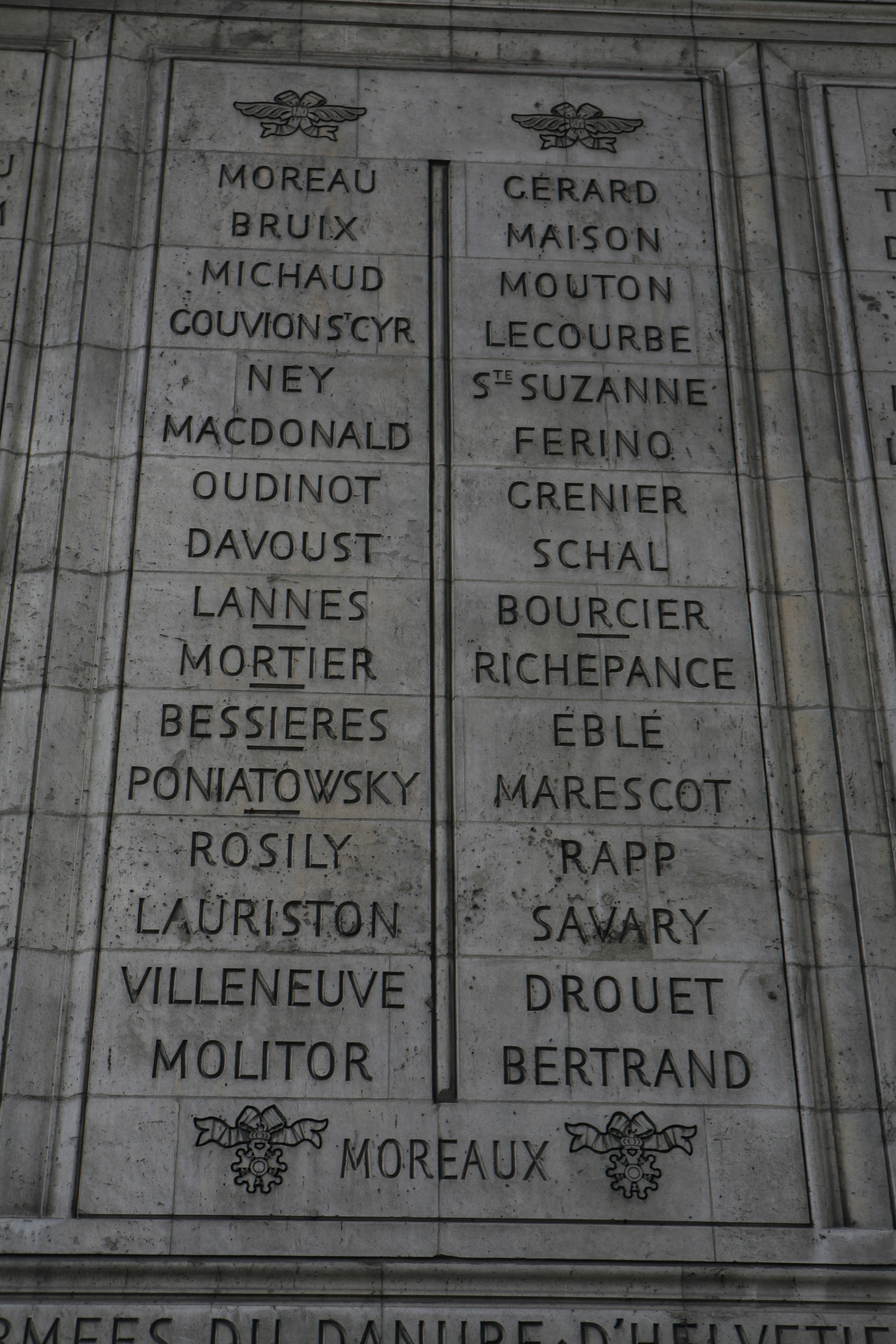
Noms gravés sous l'Arc de Triomphe de l'Étoile : pilier Est, 13e et 14e colonnes.

- Le nom de BOURCIER est gravé au côté Est (14e colonne) de l’Arc de Triomphe de l’Étoile, à Paris. On peut remarquer une erreur sur l'Arc de Triomphe : le nom de Bourcier est souligné, alors qu'il n'est pas mort au combat.

## Règlement d'armoiries
« D’or à la fasce d’azur, accolé en chef de deux molettes de sable, et en pointe de trois fers de lance du même, se joignant en fleuron par la tête ; au franc-quartier des Comtes militaires de l'Empire. »